# Herbert K. Haas
Herbert Haas (nach US-Aufenthalt Herbert K. Haas) (* 17. Dezember 1954 in Urach) ist ein deutscher Betriebswirt und Versicherungsmanager.

## Werdegang
Haas wuchs in Urach auf. Nach dem Abitur studierte er in West-Berlin an der Technischen Universität Berlin Betriebswirtschaftslehre mit den Schwerpunkten Steuerlehre und Wirtschaftsrecht. Nach Abschluss seines Studiums 1980 wurde er Referent beim Bundesaufsichtsamt für das Versicherungswesen.
1982 wechselte er als Assistent des Vorstands zur E+S Rück. Danach folgten Stationen innerhalb der Hannover Rück bei Auslandstöchtern, zum Beispiel in den USA. 1994 wurde er in den Vorstand berufen, zunächst als Finanzvorstand.
2002 wechselte Haas zur Talanx. 2006 bis 2018 war er Vorsitzender des Vorstands des drittgrößten Versicherungsunternehmens in Deutschland. Seit 2018 ist Haas Aufsichtsratsvorsitzender der Talanx.